# بتی گارد
بتی گارد (انگلیسی: Betty Garde; ۱۹ سپتامبر ۱۹۰۵ – ۲۵ دسامبر ۱۹۸۹) هنرپیشه اهل ایالات متحده آمریکا بود.
از فیلم‌ها یا برنامه‌های تلویزیونی که وی در آن نقش داشته‌است می‌توان به در زنجیر، گریه شهر اشاره کرد.